# Carl Lentz
Carl Lentz (né en 1978) est un pasteur chrétien  évangélique charismatique. Il a été le dirigeant principal de Hillsong Church à New York de 2010 à 2020.

## Biographie
Carl Lentz est né en 1979 à Virginia Beach, aux États-Unis.  
À l'âge adulte, il déménage à Los Angeles pour étudier au King’s College and Seminary (devenu  The King's University).  Il travaille en même temps chez Gucci. Puis, il poursuit ses études au Hillsong International Leadership College de Hillsong Church à Sydney. Durant ses études, à 20 ans, lors d'une conversation avec Joel Houston, le fils de Brian Houston, il parle déjà de l'implantation de Hillsong Church à New York. Il obtient un diplôme en théologie évangélique en 2003, puis il retourne à Virginia Beach.  Il devient alors pasteur jeunesse après avoir été consacré par son église.

## Ministère
En 2010, il fonde Hillsong Church à New York avec son épouse Laura. Deux ans plus tard, l'église est devenue une megachurch de 5 500 personnes,. 
Il a baptisé des personnalités comme Justin Bieber et Kevin Durant,.
Le 4 novembre 2020, il est démis de ses fonctions de pasteur par Brian Houston directeur de Hillsong Church pour avoir été infidèle à son épouse,,.
En mai 2021, Leona Kimes, membre de Hillsong et ancienne employée de Carl Lentz, avance des allégations selon lesquelles celui-ci l’a soumise à « l’intimidation, à l’abus de pouvoir et à des abus sexuels » de 2011 à 2017.

## Vie privée
Il est marié avec Laura depuis 2003 et a trois enfants, Roman, Charlie, Ava.